# ジョー・ホール

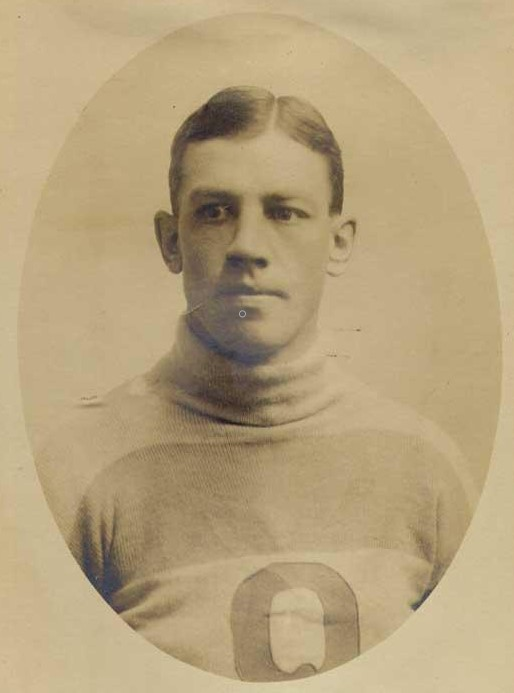
ケベック・ブルドッグス時代

ジョー・ホール（Joseph Henry Hall 1882年5月3日-1919年4月5日）は、イングランドのスタッフォードシャー生まれのカナダのプロアイスホッケー選手。
スタンレー・カップで3度優勝したが、1919年にスペイン風邪のため亡くなった。

## 経歴
イングランドのスタッフォードシャーで生まれ、カナダのマニトバ州ブランドンで育った。マニトバプロホッケー協会所属のブランドン・ウィートキングス、ウィニペグ・ローイングクラブ、ケノラ・シスルズやNHAのケベック・ブルドッグズ、NHLのモントリオール・カナディアンズでプレーした。
1907年、ケノラ・シスルズに所属した彼が受け取った'loving cup'がホッケーの殿堂に納められている。1912年、1913年には、ケベック・ブルドッグズでスタンレー・カップ優勝を果たした。
1919年はモントリオール・カナディアンズに所属し、チームはスタンレー・カップファイナルに進出した。ファイナルの最中、カナディアンズと対戦相手のシアトル・メトロポリタンズに所属する数人の選手はスペイン風邪を発症し、ファイナルは中断された。そのわずか5日後、ワシントン州シアトルの病院で亡くなった。
1961年、ホッケーの殿堂入りを果たした。

## 詳細情報

### 表彰
- IHLファーストチーム・オールスター（1906年）
- ホッケーの殿堂入り（1961年）
- マニトバホッケーの殿堂入り

### 記録
- スタンレー・カップ優勝3回（1907年、1912年、1913年）